# 希氏尖條鰍
希氏尖條鰍（學名：Oxynoemacheilus theophilii），為輻鰭魚綱鯉形目條鰍科尖條鰍屬的其中一種。分布於歐洲希臘萊斯博斯島淡水流域，為特有種，體長可達6.6公分，棲息在水質清澈、礫石底質的河川底層水域，以水生昆蟲為食，生活習性不明。

## 扩展阅读
維基物種上的相關：希氏尖條鰍